# 燃えさし
燃えさし（英語: ember）とは、燃えきらずに残った可燃物である。

## 語釈
「燃えさしの薪」などという。「燃え杭（）」や「焼けぼっくい」も同義語・類義語とみられる。余燼（）も同義に充てられる。
熾（）・熾火（）も、同義にとらえられることがある。
他にも「燃えかす」、「燃え残り」、「燃え殻」、「残り火」、等が類語に挙げられるが、「燃え殻」は完全に燃え切ったのこりの炭のかけらや灰を指し、区別される。
「燃え杭」は、まだ燃えたまま完全に鎮火してない木のことで、室町・戦国時代の頃より使用され、天草版『羅葡日対訳辞書』 (1595年刊)に記載がみえる。

### 恋愛再燃の表現
「燃え杭に火がつきよい」（点きやすい）という表現は、つとに『日葡辞書』（1603年初刊）にも記載されているが、男女関係において昔の恋愛が再燃する意味での「燃え杭」の喩えでは、浮世草子『色里三所世帯』（1688年）の中巻が初出とされている。男女がよりを戻すことを「焼けぼっくいに火が付く」ともいう。

## 火種として
上述の「熾」・「熾火」は「燠」・「燠火」ともつくるが、これは「赤くおこった炭火」や、木の薪がそのような状態になったものと定義される。
ただし、「燠火」は、ふだんの生活においては「おも灰に埋めて火力を保つ炭火」を指す、と大岡信は指摘する。たとえば火鉢（の炭火に）息を吹きかけて熾したあと「灰ならし」という道具で熾火に灰をかける描写が小栗風葉（1908）の作品にもみえる。
燃えさしは、燃えた状態で灰を被せたりなどで酸素の供給を少なくすることで作ることができる。長時間燃える状態になることから、古来から火種として使用された。紀元前3300年頃の遺体アイスマンの持ち物からも燃えさしの形跡が発見されており、当時はカエデの葉にくるんで火を持ち運んでいたことがわかった

## 事故
火災消火されたと思っていた線香や炭、たばこなどの微小火源から火事になる例や、消火作業の数日後に再度火災になる例もある。
火傷砂浜や土に埋めて見えなくなった燃え残った炭によって火傷を負うケースや再発火も報告されている（砂に埋めても分解されず事故にもなることから自治体によっては禁止）。

## 保管方法
- 木綿縄を硝石に浸して作った火縄に火をつけて胴火という穴の開いた金属容器で保管
- 忍者などは、竹くずや木くず、竹や木を薄くして束にしたもの等に硫黄を塗った付竹・付木（硫黄木）に火をつけて、穴の開いた打竹（内竹）に詰めた。
- 中国では、火摺子（火折子）と呼ばれる専用の道具を作った。質の悪い紙（土紙）、もしくは芋の蔓と綿花と葦から作った可燃物に、リン・硫黄など、さらに匂いが付く香料を加えた物を竹の筒に入れて、燃やしてから穴の開いた蓋で閉じ、空気調整して保管した[24][25]。